# Tatry Słowackie
Tatry Słowackie – część Tatr znajdująca się na terenie Słowacji. Powierzchnia Tatr wynosi 785 km², z tego około 175 km² (22,3%) to Tatry Polskie, około 610 km² (77,7%) to Tatry Słowackie. Do Tatr Słowackich należą całe Tatry Bielskie i południowa część Tatr Wysokich i Tatr Zachodnich. Współcześnie granica między Polską i Słowacją w Tatrach biegnie główną granią Tatr od Rysów po Wołowiec i dalej na zachodzie północną granią Wołowca, zaś na wschodzie od Rysów północną granią Rysów do ujścia Roztoki do Białki i dalej Białką.
Otaczają je takie krainy etnograficzne, jak Orawa (na zachodzie), Liptów (na południu, w Kotlinie Liptowskiej) i Spisz (w części północno-wschodniej i wschodniej). Ogólnie określane bywają jako Podtatrze Słowackie.
Nazwa Tatry Słowackie powstała po 1918 r. Wcześniej były to Tatry Węgierskie. Do 1918 r. należały one do trzech komitatów węgierskich: orawskiego, liptowskiego i spiskiego.